# Enyalioides binzayedi
Espèce
Enyalioides binzayedi est une espèce de sauriens de la famille des Hoplocercidae.

## Répartition

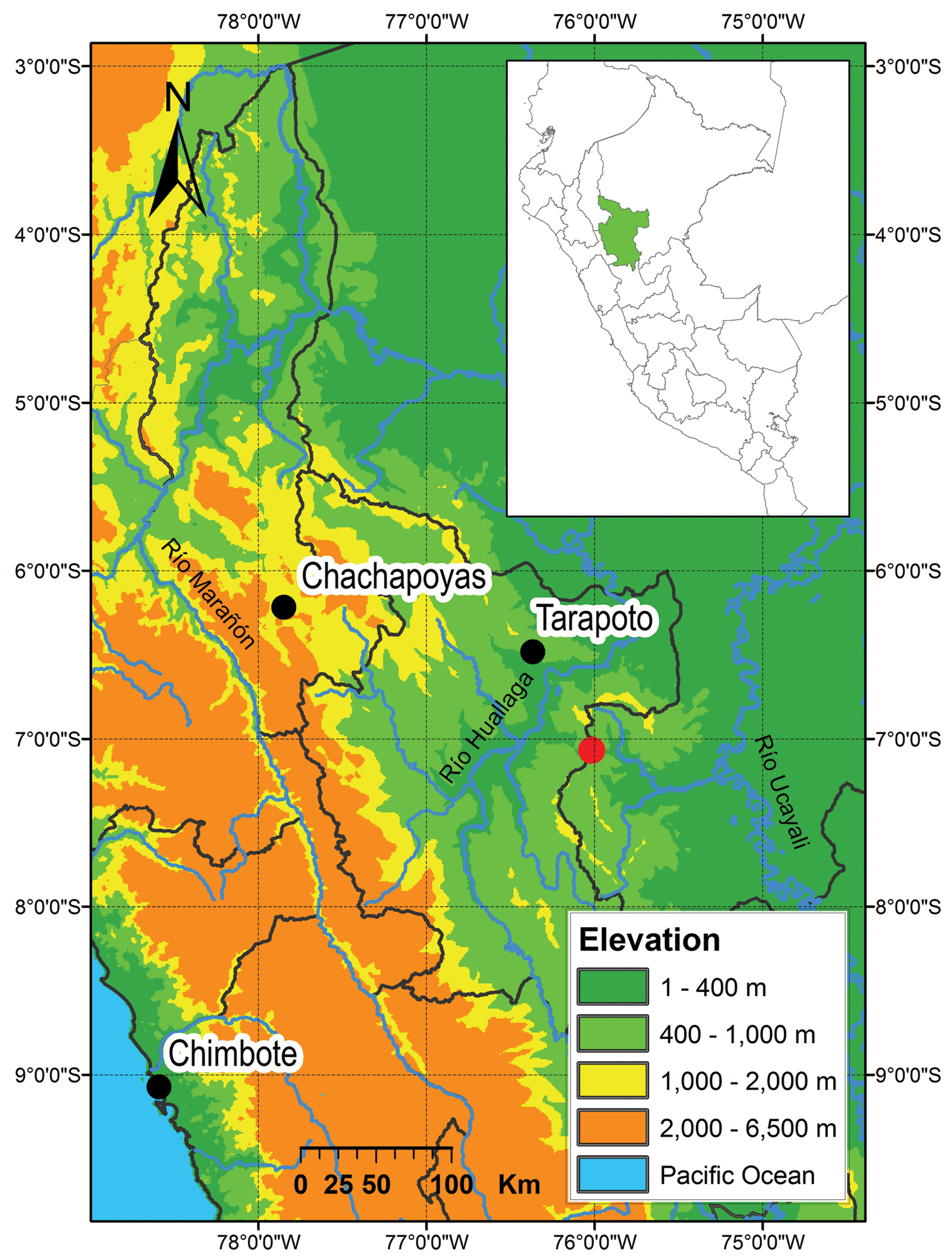
Distribution

Cette espèce est endémique de la province de Picota dans la région de San Martín au Pérou.

## Étymologie
Cette espèce est nommée en l'honneur de Mohammed ben Zayed Al Nahyane.

## Publication originale
- Venegas, Torres-Carvajal, Duran & de Queiroz, 2013 : Two sympatric new species of woodlizards (Hoplocercinae, Enyalioides) from Cordillera Azul National Park in northeastern Peru. ZooKeys, no 277, p. 69–90 (texte intégral).